# Krásný Les (Karlovy Vary-i járás)
Krásný Les (németül Schönwald) község Csehországban a Karlovy Vary-i kerület Karlovy Vary-i járásában. Közigazgatásilag hozzá tartoznak Damice és Horní Hrad települések.

## Fekvése
Csehország nyugati peremén, Ostrov-tól 6 km-re északkeletre, 542 m tengerszint feletti magasságban fekszik.

## Története
Írott források elsőként 1226-ban említik. 1890-ben 84 lakóházában 533 túlnyomórészt német katolikus élt. A második világháború után a csehszlovák nemzetállami törekvések, német lakosságának kitelepítéséhez vezettek. Lakossága ekkor nagymértékben lecsökkent, a kimutatások szerint a kitelepítések után 1947-ben már csak 162 lakosa volt. A kitelepítettek lakóházait nagyrészt hatóságilag lebontották.

## Nevezetességei
- Hauenstein vára
- Szent Péter és Pál templom

## Népesség
A település népessége az elmúlt években az alábbi módon változott:
| Lakosok száma | 1351 | 1410 | 1294 | 298  | 168  | 294  | 322  | 329  | 318  | 347  |
|               | 1869 | 1900 | 1921 | 1961 | 1980 | 2011 | 2016 | 2019 | 2021 | 2024 |

## Fordítás

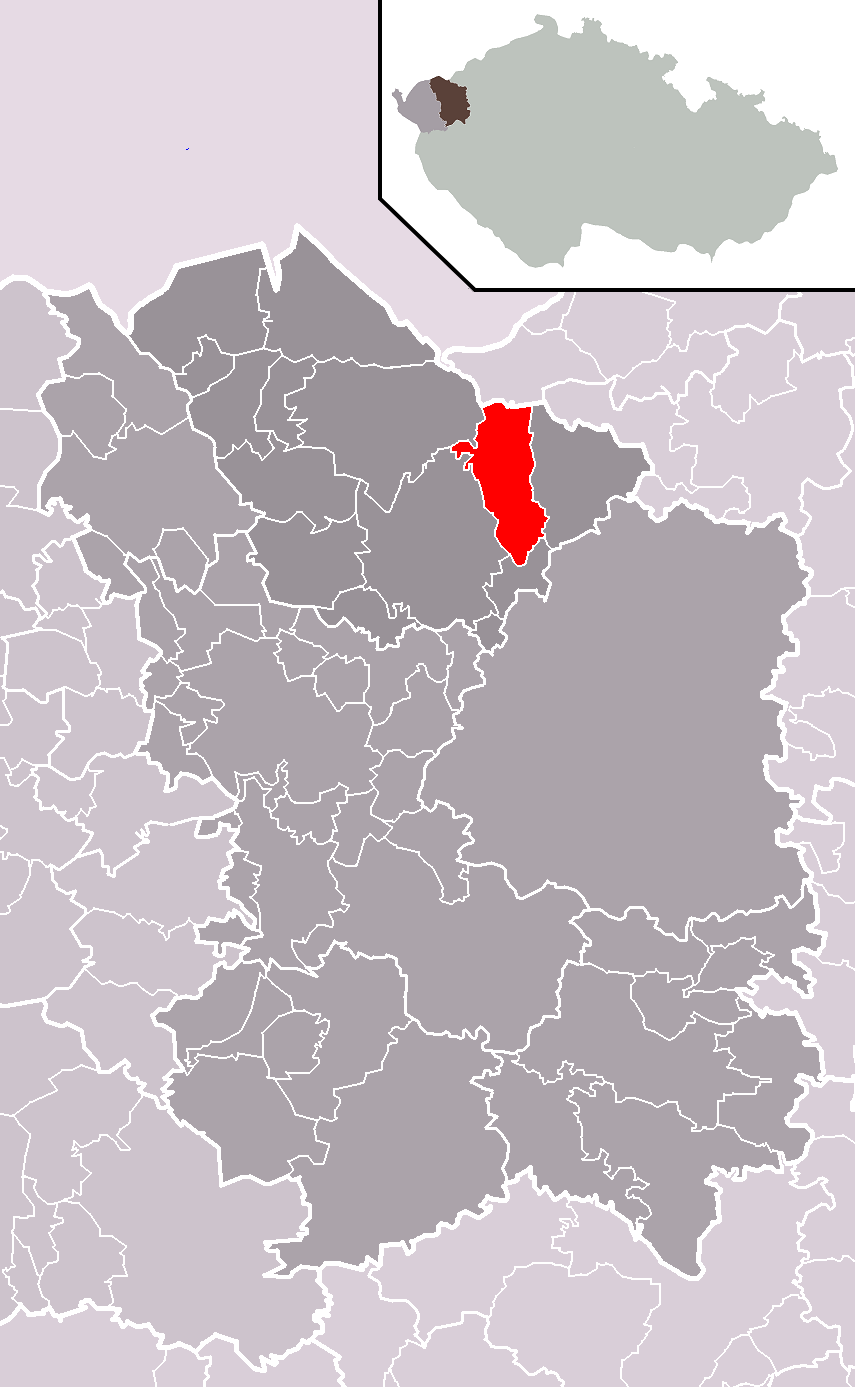
A község közigazgatási területe

- Ez a szócikk részben vagy egészben a Krásný Les című német Wikipédia-szócikk ezen változatának fordításán alapul.  Az eredeti cikk szerkesztőit annak laptörténete sorolja fel. Ez a jelzés csupán a megfogalmazás eredetét és a szerzői jogokat jelzi, nem szolgál a cikkben szereplő információk forrásmegjelöléseként.